# ديناميكا النكهة الكمومية
في ميكانيكا الكم، ديناميكا النكهة الكمومية (بالإنجليزية: quantum flavordynamics)‏ (أو «ديناميكا النكهة» اختصاراً) هي عبارة عن نموذج رياضياتي يُستعمل لوصف تفاعلات الحاصلة بين الجسيمات المُنكّهَة (قوة نووية ضعيفة) وذلك من خلال تبادل المتجهات البوزونية الوسيطة، إلا أن هذا المصطلح نادراً ما تُستعمل في عمل فيزيائي الجسيمات.